# 费耶特县 (宾夕法尼亚州)
费耶特县（英語：Fayette County）是美国宾夕法尼亚州西南部的一个县，县治尤宁敦，面積2,067平方公里。根据美国人口普查局2020年统计，共有人口12萬8,804人；其中白人約占95.3%、非裔占3.51%。該縣成立於1783年9月26日，縣名是紀念美國獨立戰爭英雄、法国大革命領導者拉斐德侯爵。